# Unlimited (албум Хилари Даф)
Unlimited је први промотивни албум америчке певачице Хилари Даф. Издат је само у Америци 2007. године. На албуму се налазе песме које је Хилари снимила, али се нису до тада нашле ни на једном албуму. На албуму се налазе и песме које су биле бонус на претходним албумима, неколико ремикса, као и акустична верзија једне песме.

## Списак песама
| #   | Назив | Трајање |
| --- | ----- | ------- |
| 1.  |       | 03:39   |
| 2.  |       | 03:00   |
| 3.  |       | 03:21   |
| 4.  |       | 03:21   |
| 5.  |       | 02:47   |
| 6.  |       | 03:12   |
| 7.  |       | 02:41   |
| 8.  |       | 03:49   |
| 9.  |       | 02:52   |
| 10. |       | 03:25   |
| 11. |       | 03:34   |

Бонус песме
| #   | Назив | Трајање |
| --- | ----- | ------- |
| 12. |       | 03:27   |
| 13. |       | 03:06   |
| 14. |       | 03:15   |